# 宝山区 (上海市)
宝山区是上海市市区北部的市辖区，为中心城区拓展区。复旦大学、同济大学等高校成立于此。其前身宝山县为上海市区的母县之一。四川北路、闸北、江湾、大柏树、五角场、真如等地区皆为宝山故土。今日宝山之区境源于1988年宝山县和吴淞区的合并，为中华人民共和国的首个撤县设区之改制。全区位于长江以南，滨黄浦江，上海中环、上海外环、上海郊环横跨区境，与上海市杨浦区、虹口区、静安区、普陀区、嘉定区以及江苏省太仓市毗连。区名因明代永乐年间兴筑的烽堠土山而得名。清雍正三年（1725年）八月，宝山县由嘉定县析置，其后境域几经更迭，于上海特别市之成立時宝山县划出闸北市、吴淞乡、殷行乡、江湾乡、彭浦乡、真如乡、高桥乡等市乡，至1988年建区至今。区境内有中国最大的钢铁联合生产企业——宝武集团及石洞口发电厂等大型企业。吞吐量稳居亚洲第一、全球第四的吴淞口国际邮轮港位于区境东部的淞宝地区。根据上海2035规划，宝山区被分为中心城区、主城片区、罗店城镇圈三部分。其中主城片区承载上海市区市级城市副中心——吴淞。區人民政府駐友誼路街道密山路5號。

## 得名

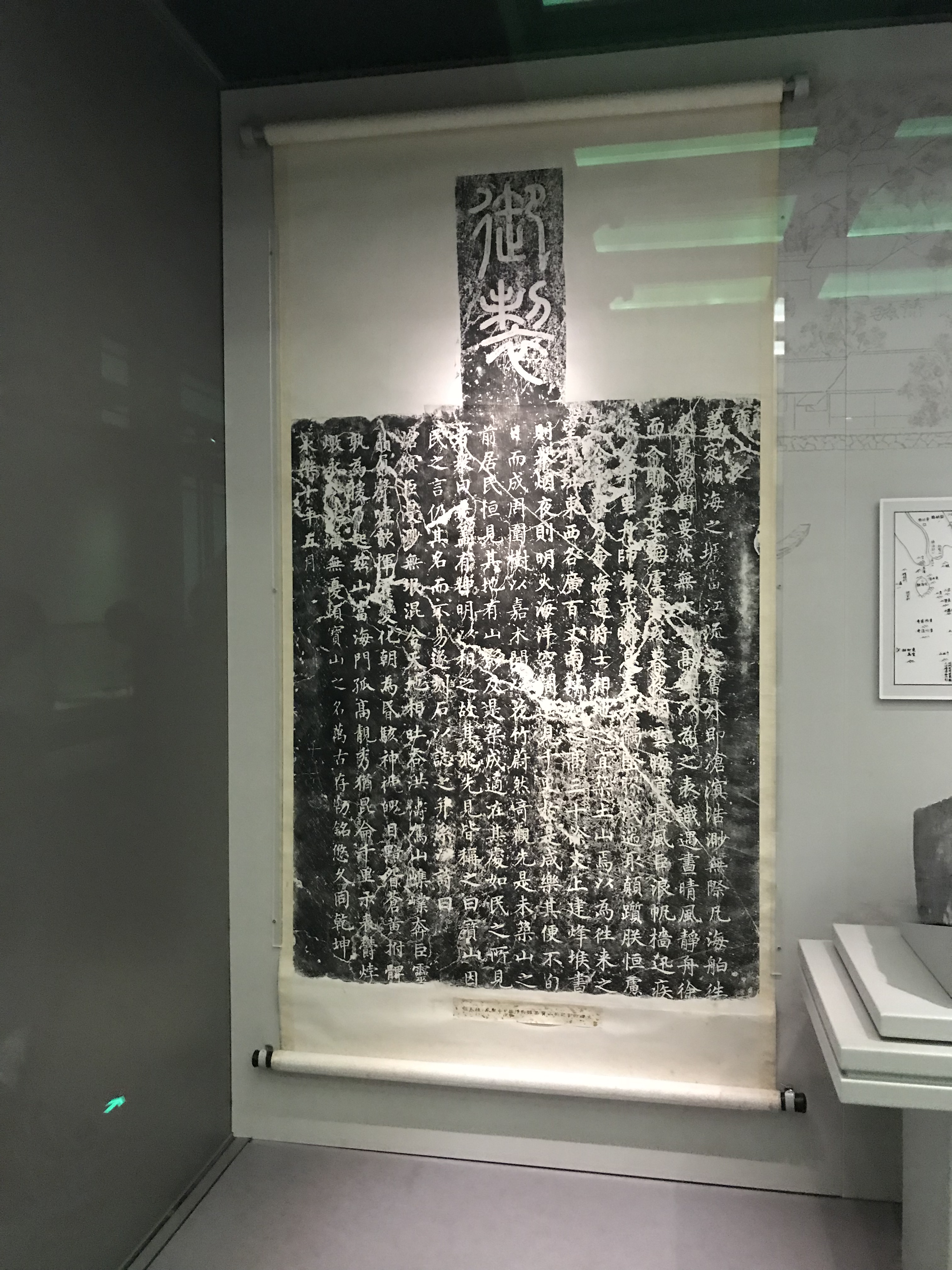
陈列于上海市历史博物馆二楼“古代上海”展区的御制宝山碑拓片。

宝山一名源自原境内的一座人工堆砌的土山。明永乐十年（1412年），平江伯陳瑄上奏，称直隶苏州府嘉定县滨海一带处于诸河的会冲，因为沿岸平缓没有标识，导致漕运船只遇恶劣天气时，极容易触岸翻船，因此准备於嘉定县的清浦（今位于浦东高桥镇以北海中）一带修筑土山，并建设烽堠。随后明太宗同意此议，当年五月，陈瑄在十日完成了一座方一百丈，高三十余丈的土山。因土山建造前，当地百姓曾隐约於筑山处见到有像山一样的影像，建成后果然与原预见的一样，所以百姓以为有神灵显圣，因此称为宝山，而皇帝也以俗称正式赐名宝山。

## 历史

### 明代以前
宝山西部地区成陆后，原属吴郡娄县。梁天监六年（公元507年），娄县析拆信义县，又改隶信义县，此后又属于昆山县。宋建炎初，设立巡检司於江湾，建炎四年（1130年），浙西制置使韩世忠抗金驻军於此。绍兴和议后，江湾又逐渐成为商贾汇聚之地。开禧二年（1206年），黄姚镇发展成为长江口的主要港埠，朝廷於黄姚镇设立税场。宋嘉定十年（1217年），全境改属新设立的嘉定县。宝庆元年（1225年），顾泾设立水军营寨，称顾泾水军巡检司。
入元以后，因棉花种植技术的引入，沿海一带逐渐成为棉花产区。大德八年（1304年），任仁发出任都水少监，协助都水监李果、江浙行省平章事彻尔展开疏浚吴淞江的工程。延祐二年（1315年），大场镇出现东阳义塾，并邀请著名书法家赵孟頫为之题字。泰定元年（1324年），江浙行省左丞多尔济巴勒与任仁发再次疏浚吴淞江。至正年间，罗升移居今罗店镇一带开店并形成集市，因而得名罗店。

### 明代
洪武十九年（1386年），吴淞口西岸设置吴淞江守御千户所，东岸则设置清浦旱寨。四年后，因海潮泛滥，沿海兴建海塘1810丈。洪武三十年（1397年），清浦旱寨增筑为土城。永乐元年（1403年），苏松两府水灾泛滥，户部尚书夏元吉受命治水，疏浚大黄浦与范家浜等河道。永乐十年（1412年），於清浦旱寨滨海处兴筑土山，并定名为宝山，明太宗亲自撰文，并立石至今。
成化八年（1472年），嘉定知县白思明於海岸外自宝山至浏河增筑护塘、备塘各一座。正德年间，由於棉花种植面积的扩大，境内纺织业迅速发展，大场镇等地形成土布交易市场。嘉靖十六年（1537年），兴建吴淞江守御千户所新城，十七年后改建为砖城，建县以后成为宝山县城。嘉靖三十一年（1552年），倭寇犯境，先於江东的宝山登陆劫掠，随后前往吴淞所、黄姚等地。次年，倭寇首领汪直率寇再犯，劫掠宝山、吴淞、黄姚、月浦、罗店等地，直至嘉靖三十六年（1557年）倭患逐渐弥平。同年設置協守吳淞中千戶所，萬曆五年（1577年）更名為寶山守禦千戶所。
万历十年（1582年）七月，台风过境，冲决海塘，宝山因大海潮而坍入海中。万历四十七年（1619年），吴淞所旧城东北方坍入海中。崇祯十四年（1644年），黄姚镇受海潮冲击逐渐坍塌入海。

### 清代

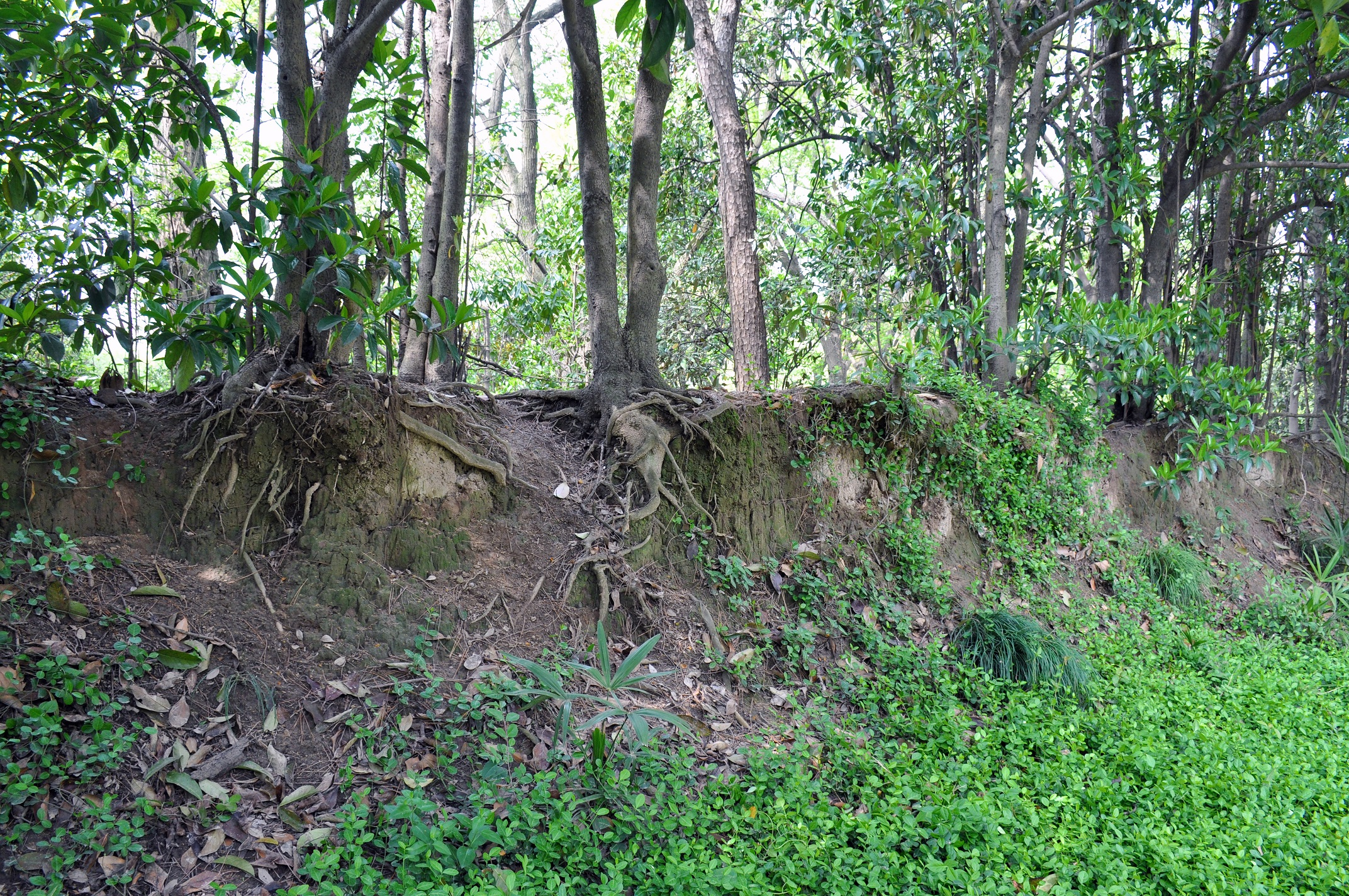
宝山城墙遗址

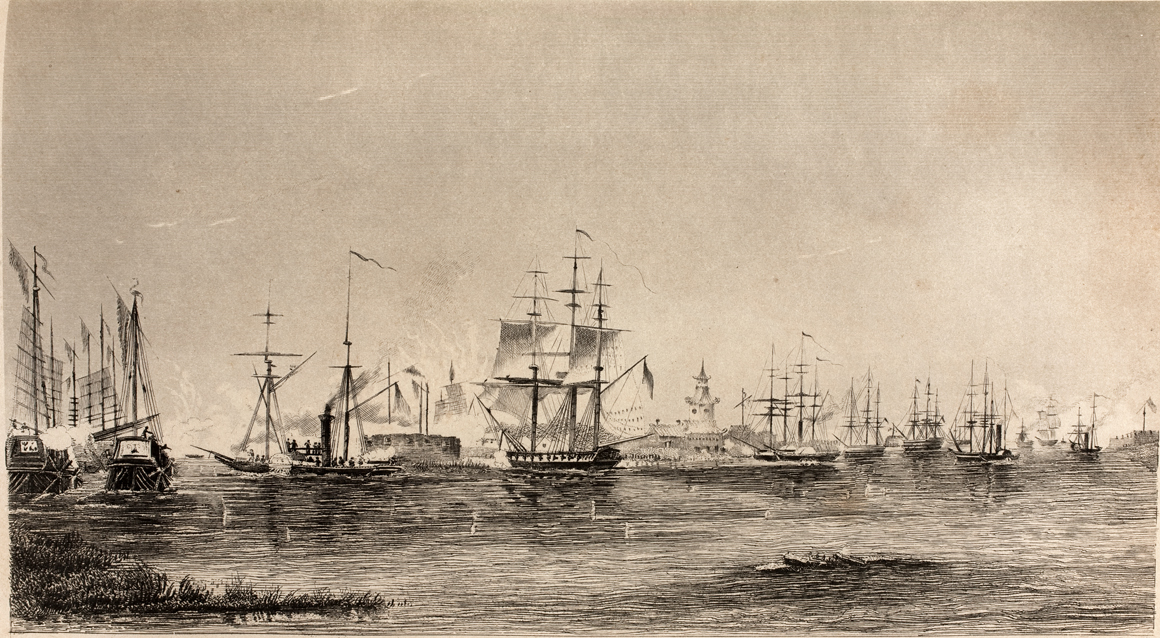
吴淞战役

顺治十七年（1660年），於黄浦江西岸的杨家嘴口兴建西炮台。康熙五十七年（1718年）又於黄浦江东岸兴建东炮台。雍正二年（1724年），原属苏州府的太仓州升为太仓直隶州，嘉定县由苏州府改隶之。三年（1725年）八月，将嘉定县东部析置宝山县，最初与嘉定县同城而治，次年，县治迁往吴淞所城。乾隆十一年（1746年），首部《宝山县志》刊印。道光十五年（1835年），因异常风潮，吴淞口东西两岸的海塘共计5000余丈被冲毁，事后江苏巡抚林则徐重修宝山海塘。道光二十二年（1842年）五月，英军进犯吴淞口，吴淞战役爆发，陈化成率军抵抗，但因两江总督牛鉴的溃逃，陈化成军陷入孤军奋战，最终殉国，宝山县城亦告失手。英军之后沿江而上。两年后，长兴岛的鸭窝沙开始围滩造田。
咸丰三年（1853年）八月，小刀会攻占宝山县城。咸丰十年（1860年）和同治元年（1862年），太平军两次进攻宝山县城，但均未破城。同治四年（1865年），吴淞至上海间开始架设电报线路。同治十三年（1874年），吴淞道路公司成立，兴筑中国首条运营铁路淞沪铁路。虽两年后由清政府拆除，但1896年又得到了重筑。光绪十二年（1886年），横沙开始围垦，同时又修筑北炮台。1898年，吴淞主动开埠，同时宝山出现城市图书公会，并於次年改制为藏书会，成为全境最早的公共图书馆。1900年，慧根和尚自缅甸请来玉佛两尊在江湾镇兴建佛寺，并命名为玉佛寺，直至辛亥革命后迁往今址。1901年，宝山县开办新学，称宝山县学堂。1905年，马相伯与严复在吴淞提镇行辕旧址创建复旦公学。1906年，现代警务机构被引入，正式开办吴淞巡警，原创办於上海的中国公学迁往炮台湾一带。1911年10月，因地方自治的施行，宝山县议会经选举后正式集会。11月，因响应陈其美的光复运动，吴淞亦宣布独立，随后民军开进宝山县，宝山宣布光复。

### 民国

#### 北洋时期
民国元年（1912年）9月，吴淞商船专科学校在吴淞炮台湾建立。次年，二次革命爆发，由居正、刘福彪和钮永建率领的三支讨袁军进驻吴淞炮台、吴淞镇和宝山县城。但北洋军迅速反应，由吴淞口、江湾和张华浜进攻，最终讨袁军解散。1914年，宝山县隶属于沪海道。1916年10月，首座公共体育场在吴淞镇北侧建立。次年，同济德文医学堂由华人接管，迁入吴淞的中国公学处，1919年在教育部主持下新建校舍。1918年，江湾镇开办电气公司供应电力。同时，卢永祥派兵会同沪北工巡捐局自虬江桥至张华浜兴建宝山第一条公路，定名军工路。1919年，五四运动爆发，同济及县内学生、商号一致响应开展罢市罢课。1921年3月，沪太路正式开工，至次年3月即完工通车。次年，上海大学在境内南部的闸北青云路创办，于右任出任校长。暨南大学也由南京迁往境内的真如车站北侧。
1924年8月，江浙军阀开战，宝山县亦受波及，淞沪联军卢永祥、何丰林部与江苏齐燮元部，在罗店、大场、盛桥、月浦和刘行等地展开混战。当年，商办闸北水电股份有限公司接管闸北水电厂，并在殷行乡迁建新厂，至1927年开始供水，1929年开始供电。持志大学也于当年在江湾开办。1925年五卅惨案的爆发，境内学生、工人均赶往市区参加游行，同时举行罢工、罢课和罢市活动。
1927年2月，中国国民党宝山县党部秘密成立。3月21日上海爆发工人第三次武装起义，位于吴淞的永安纱厂、吴淞机厂和学生等近千人包围县内警察署。

#### 南京十年
1927年7月，因上海特别市成立，因拟将县境南部各乡和杨行、大场等地划入上海引发划界争执。9月，国立劳动大学於江湾创办，各界人士捐建的“五卅”殉难烈士墓於江湾方家木桥建立，直至1939年被日军炸毁。1928年，经蔡元培、王世杰出面协调，内政部决定将闸北、江湾、殷行、吴淞、真如、高桥和彭浦等市乡划归上海特别市，划界争执自此结束。1929年宝山县电话交换所建成，城厢与各乡邻县电信接通。
1932年2月3日，日军向吴淞镇和张华浜进犯，被国民革命军击退。次日，日舰和日机轮番轰炸吴淞炮台。此后，国民革命军与日军在宝山多地展开交火，直至3月3日，中日双方遵照国际联盟要求宣布停战。1936年，辟筑一二八纪念路，同时兴建无名英雄纪念墓和庙行纪念村。1937年8月，淞沪会战爆发。8月22日，日军集结於附近江面，并於次日正式登陆，重点进攻罗店等地。9月1日，日军由炮台湾进攻宝山县城，守军姚子青部艰苦抵抗，最终於9月7日全部殉国，宝山县城沦陷。10月26日，国民革命军因工事全毁，阵地被突破而撤守大场，至此宝山全境沦陷。

#### 日佔时期
1938年，日商在蕰藻浜以南圈地兴建日亚钢业株式会社，同时日军在丁家桥和大场毁村圈地，兴建军用机场。1939年，日军拆毁殷行镇及附近48个村庄，修建江湾机场。1943年4月，日伪宣布清乡，并於宝杨路、蕰藻浜一带设置竹篱封锁线，并设置8个检问所，以防止上海市内居民前往购置大米等物资。1945年7月，美军轰炸江湾、王浜等机场以及军工路、吴淞、宝山等日军驻防地区。9月，日军投降，宝山全境光复。

#### 战后时期
1946年1月，县政府组织民工对战时遭损毁的境内主要公路进行抢修，至6月，境内的公共汽车得到恢复。4月，宝山县临时参议会成立。次年8月，经选举产生宝山县第一届参议会。10月22日，大场乡经确定划入上海市。10月24日，举行第一届国民大会代表选举，袁希洛当选国民大会宝山县代表。次年，选举江苏省第三行政区第一届立法院立法委员。1949年5月26日，中国人民解放军接管宝山县城。

### 现代
1952年11月起，宝山县隶属于江苏省松江专区。1958年1月起，划归上海市管辖；同年8月，原上海市的北郊区并入宝山县。宝山县在划入上海市后，长期定位为重工业及港口建设的重要基地，上海钢铁一厂、东海船厂、上钢五厂、等数百家大、中型企业迁来境内或在境内新建。1960年上海市建立吴淞区，宝山县境划出吴淞镇及其附近地区以及新桥公社的部分地区归吴淞区。4年后吴淞区撤销，并入杨浦区。改革开放后，全国最大的现代化钢铁联合企业宝山钢铁总厂、上海市三大电力基地之一的石洞口发电厂等大型工业企业在境内沿江地区建设，而张华浜和军工路的黄浦江沿岸也建有两个大型国际集装箱码头，使宝山成为上海市钢铁、能源基地和外贸港区。1980年10月，宝山县划出城厢镇全境和吴淞、淞南、庙行、月浦、盛桥5公社的112个生产队境地，复建吴淞区。1988年1月，国务院批准撤销宝山县和吴淞区，组建宝山区；同年9月，随着宝山区第一届人民代表大会召开，完成撤县任务，宣告宝山区正式成立。2005年5月，原属宝山区管辖的长兴、横沙两岛成建制划入崇明县。

## 地理

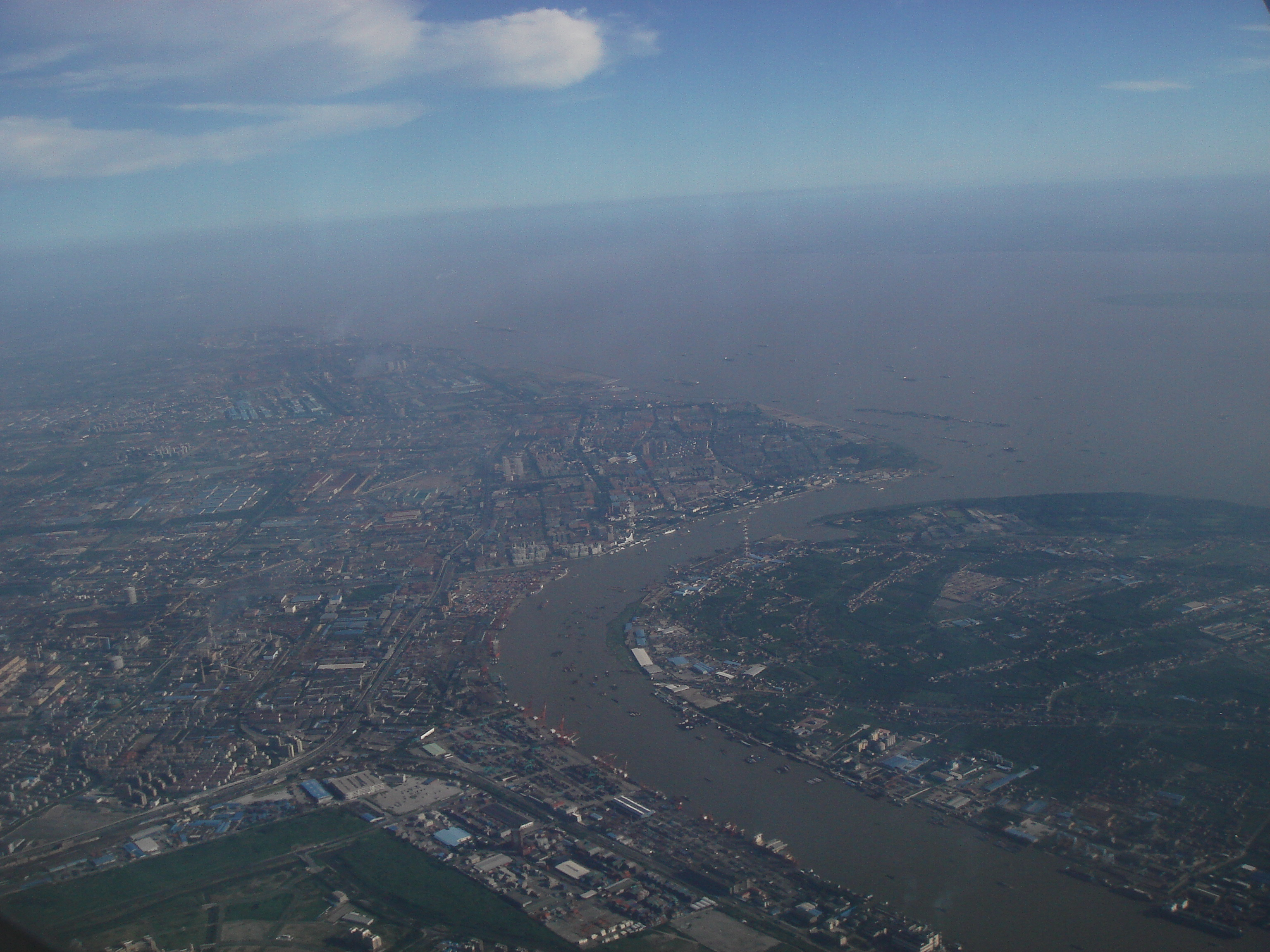
黄浦江汇入长江处吴淞口

### 地质地貌
宝山区位于古代冈身以东，为长江冲积而成，地势西北部较东南部为高。西部和北部的顾村、罗泾、罗店一带的海拔位于3.5米以上，吴淞地区的海拔则在2.8米至4米之间。陆地底部的基岩呈现南浅北深的情况。大场地区的基岩位于地下270米左右，顾村、吴淞地区则深约300米，罗店、月浦则深达340-350米左右。大部分地区的基岩为侏罗纪底层，罗店、大场在此基础上还留存寒武纪底层。位于基岩之上的，隔水层和含水层。由于濒临长江，因河流作用，构成了五个承压含水层。含水层和隔水层之上则为硬土层。

### 水文
长江流至崇明岛时分为南北两支，其中南支又於吴淞口外经长兴岛、横沙岛等分割为南港与北港。宝山即位处於长江口南支以南，流经于此的长江江面开阔，其洪水季节的流速大於枯水期。其中南港的涨潮流速大於落潮流速。平均流量约为28900立方米/秒，最大流量为92600立方米/秒，最小流量为4620立方米/秒。
除长江外，由于全区位于太湖流域，陆上河网纵横，其中干流包括蕰藻浜、练祁河、荻泾河、潘泾河等共25条，其中全区水系又因蕰藻浜而分为南北两片。南片多为南北流向，北片则多为东西向。

### 气候
宝山属于亚热带季风气候，收到季风环流和冷热空气的交替影响，四季分明。一般春秋较短、夏冬较长。4月因东南季风的到来，而进入春季，但北方的冷空气仍时有南侵，导致气候变化较大。持续到6月中旬左右迎来长江流域的梅雨季节，并宣告进入夏季。7月中旬在副热带高压的控制下，天气晴热。8月偶尔会受到太平洋上生成的台风影响。9月末起，随着冷空气再度南下而进入秋季。11月下旬以后，随着寒潮的入侵，盛行西北风，天气寒冷干燥，代表冬季的到来。在1月末至2月上旬一般为全年最冷的时期。2月下旬起气温又开始逐步回升。

## 人口
据2007年底数据，宝山区常住总人口为1,379,709人，户籍总人口为830,561人，外来流动人口总数564,671人。其中宝山东部老城区和南部上海外环以内的部分人口稠密，西北部农村地区的人口稀疏。
根據第七次全国人口普查數據，截至2020年11月1日零時，寶山區常住人口2235218人。

## 政治

### 制度与架构
宝山区的地方国家权力机关为宝山区人民代表大会，并设有宝山区人民代表大会常务委员会作为其常设机构。目前正在履职的是第八届宝山区人民代表大会及其常务委员会，任期五年，本届任期始于2016年。宝山区人民政府则为当地的行政机构，任期与宝山区人民代表大会相同。

### 行政区划

#### 沿革
2000年，罗南镇併入罗店镇；刘行镇併入顾村镇；盛桥镇併入月浦镇；宝山镇併入杨行镇，宝山镇的宝杨路以南、双城路以北、泗塘河以东至长江的区域划入友谊路街道；祁连镇併入大场镇。

#### 现状
至2018年，宝山区共设有3个街道、9个镇和一个宝山城市工业园区。其中三个街道分别为吴淞街道、张庙街道和友谊路街道，九个镇分别为庙行镇、罗店镇、大场镇、顾村镇、罗泾镇、杨行镇、月浦镇、淞南镇、高境镇。
| 宝山区行政区划   | 代码             | 区划名称          | 街道及镇驻地 | 户数（2016年） | 人口（2016年） | 面积 (km²) |
| ---------------- | ---------------- | ----------------- | ------------ | -------------- | -------------- | ---------- |
|                  |                  |                   |              |                |                |            |
| — 街道 —         |                  |                   |              |                |                |            |
| 310113007        | 吴淞街道         | 淞滨路385号       | 29,357       | 73,931         | 7.52           |            |
| 310113008        | 张庙街道         | 呼玛路800号       | 71,753       | 121,163        | 5.19           |            |
| 310113003        | 友谊路街道       | 牡丹江路1299弄1号 | 37,979       | 93,626         | 10.45          |            |
| — 镇 —           |                  |                   |              |                |                |            |
| 310113112        | 庙行镇           | 长江西路2699号    | 14,917       | 38,013         | 5.89           |            |
| 310113101        | 罗店镇           | 沪太路6655号      | 19,480       | 55,379         | 44.19          |            |
| 310113102        | 大场镇           | 大华路1469号      | 56,642       | 152,926        | 27.22          |            |
| 310113109        | 顾村镇           | 泰和西路3431号    | 40,818       | 103,921        | 41.66          |            |
| 310113106        | 罗泾镇           | 飞达路85号        | 9,374        | 28,794         | 48             |            |
| 310113103        | 杨行镇           | 水产路2699号      | 22,926       | 63,136         | 39.7           |            |
| 310113104        | 月浦镇           | 月罗路200号       | 26,896       | 68,854         | 44.37          |            |
| 310113113        | 淞南镇           | 淞南路500号       | 29,390       | 69,737         | 13.65          |            |
| 310113111        | 高境镇           | 殷高西路111号     |              | 67,016         | 7.1            |            |
| — 类似乡级单位 — |                  |                   |              |                |                |            |
| 310113501        | 宝山城市工业园区 | 丰翔路1409号      |              |                | 5.98           |            |

## 经济
宝山县历史上主要以农业为主。改革开放后宝钢、石洞口发电厂、上海国际港务各外贸港口相繼落戶寶山。21世纪後寶山開始逐步建設吴淞口国际邮轮港以及吴淞城市副中心。

### 农业

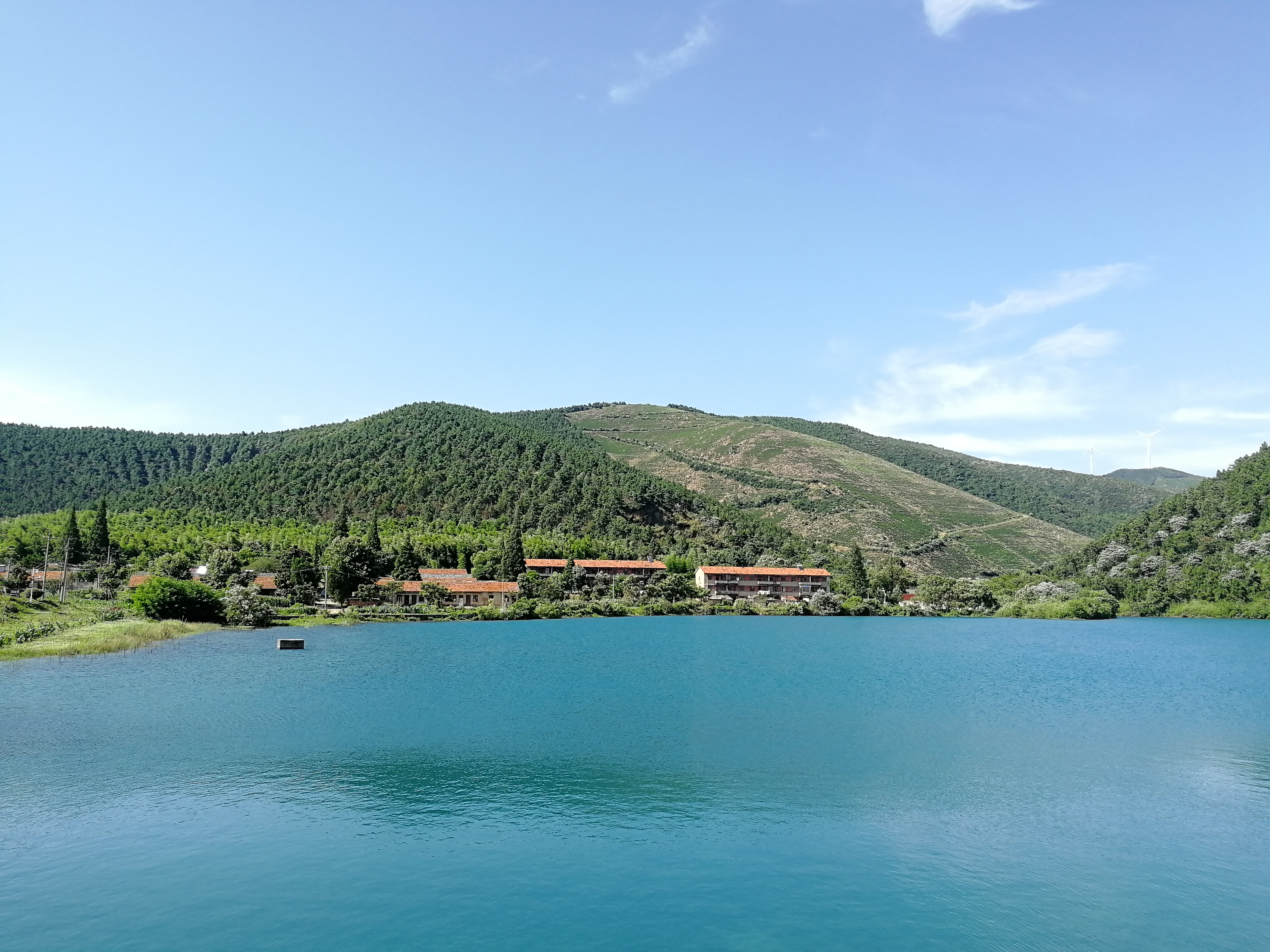
白茅岭农场是宝山区位于安徽省郎溪县的飞地，为上海市提供农产品

宝山位于上海近郊，人多地少，至1980年代末人均土地占有1.54亩，农村人口人均土地面积2.26亩。农业历史上以种植棉、稻、麦等为主，其中尤以棉为主，原为苏南地区主要的产棉区。近年来由于菜篮子工程与农业结构的调整，改以粮食、蔬菜和牲畜养殖为主。

### 工业
宝山县划入上海市以来，长期作为上海市的工业基地发展建设。上海钢铁一厂、东海船厂、上海柴油机厂、上棉八厂等知名企业不断扩建，上钢五厂、上海铁合金厂、彭浦机器厂、上海重型机器厂、华通开关厂、上海自行车三厂等数百家大、中型企业迁来境内或在境内新建。改革开放以来，全国最大的现代化钢铁联合企业宝山钢铁总厂、全国最大的港口火力发电厂石洞口发电厂和国内第一座超临界火力发电厂华能石洞口第二发电厂，在境内沿江地区建设。上海港务局在张华浜和军工路的黄浦江沿岸建成两个大型国际集装箱码头。此外羅店鎮還將建設北上海生物医药产业园宝山药谷。宝山逐渐成为了上海乃至全国范围内具有重要影响力的钢铁、物流、能源基地。

### 第三产业
进入21世纪以来，作为传统老工业区的宝山，经济转型升级的压力越来越大。现在，宝山区正致力于力推吴淞口国际邮轮港带来的“邮轮经济”，并同宝钢合作，推动吴淞工业区整体转型，建设吴淞城市副中心，加快推动邮轮产业、大数据、平台经济、云计算、移动互联网等“四新”经济和现代服务业在宝山集聚。。

## 科教文化

### 教育
大部分地区距离嘉定县城过远，因而部分的儒生为提倡后世好学，官府为了振兴文教，先后创办了月浦镇书院、江湾镇书院和吴淞所学。此外，嘉靖年间起较大的集镇均设有小学，包括罗店罗阳、月浦、杨行沙溪、广福杨溪、真如、大场东阳、江湾曲江、江东青浦等八所。清代，除雍正年间设立的县学以外，又设立了学海书院，并将原罗阳小学改建为罗阳书院等官方教育机构。

#### 基础教育
宝山的小学教育始于光绪二十九年（1902年）正月，在士绅潘鸿鼎、袁希涛的努力下，原参将旧署改建为县学堂，学海书院改设蒙学堂。次年，在吴淞、杨行、彭浦和潘桥等四镇又设有小学堂4所。至1904年科举废除时，全境共有小学20所，高等小学4所。进入民国以后，小学教育得到进一步发展，其中虽经过多次战争的侵毁，但至1949年，全境仍有小学137所，学龄儿童入学率达30%。1953年起，私立小学逐步改建为公立小学，小学教育普及率至1956年达到90%。1965年兴办耕读小学64所，普及率提高到99%。文革期间基础教育亦受到不同程度的波及。但1978年以后，原有教学秩序也得到恢复和发展，至1987年，小学入学率为99.3%。
区内的中等教育始于民国7年（1918年）9月，当年私立同济医工专门学校德文科改建为附中并由市区迁往吴淞，此后又改名为国立同济大学附属中学。民国13年（1924年）秋，宝山县立初级中学创办於宝山县城，后又迁往吴淞。此外，另有一些私立中学於1940年代得到创办，包括私立罗溪中学、私立顾村初级中学等。1956年，境内的私立中学全部转为公立学校，宝山中学也开设高中班。到1966年，全境共有中学37所，学生13876人。文革初期，正常教育秩序停滞，后虽复课闹革命而得到部分的恢复，但教学质量难以保证。1978年起，教育秩序恢复正常。到2015年，全区共有中学58所，其中初级中学26所，高级中学8所，完全中学5所，九年制学校18所，十二年制学校1所。

#### 高等教育

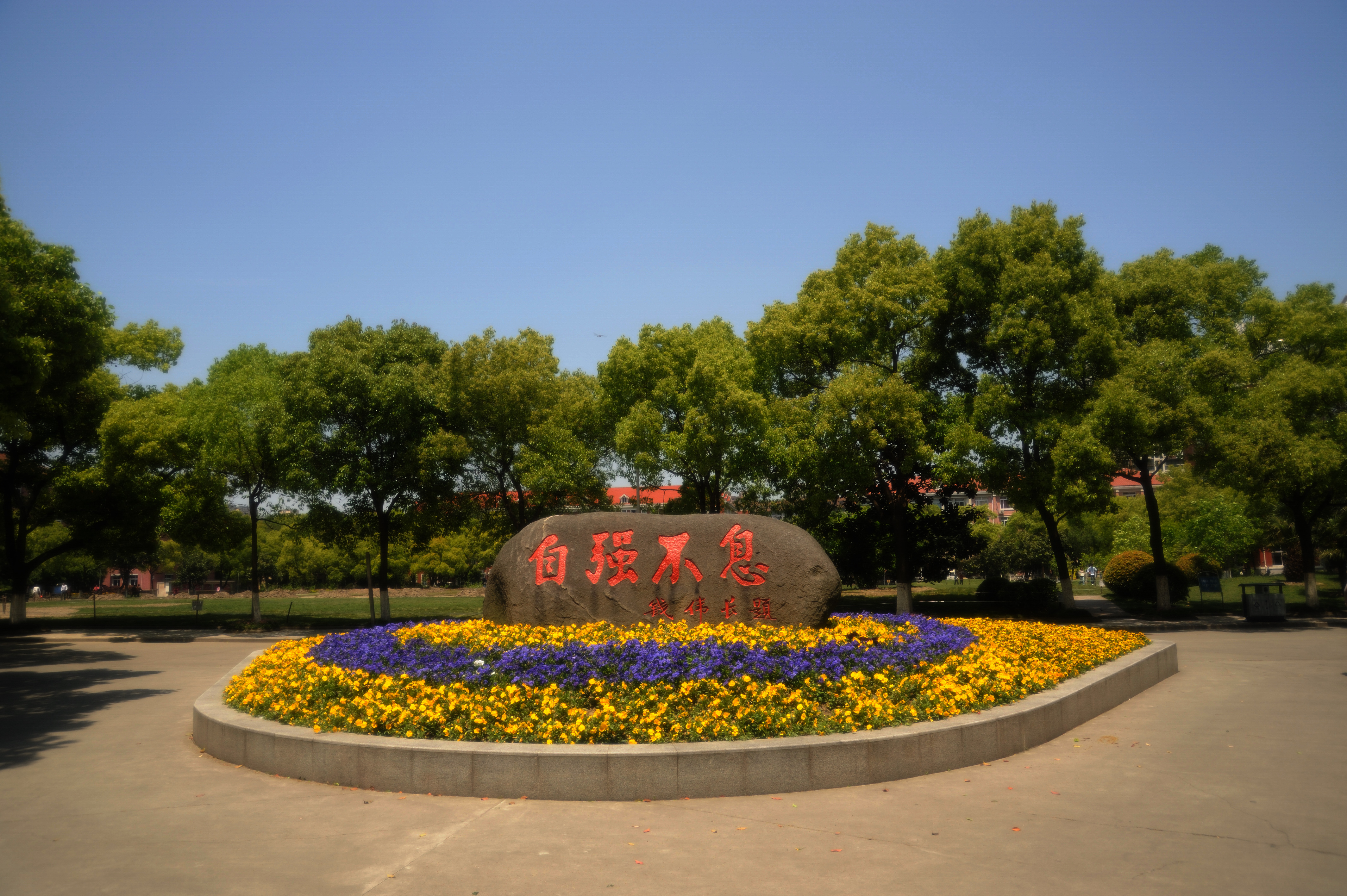
上海大学校本部

境内的高等教育始于1905年，当年马相伯、严复在吴淞提镇行辕创办了复旦公学。次年，两江总督又拨付吴淞炮台湾百余亩土地兴办中国公学，并在1909年迁入。民国6年（1917年），同济医工专门学校迁往炮台湾，后於吴淞镇以西今同济路一带购地建校。此外，另有一些高等院校由境外迁入，包括民国11年（1922年），暨南大学由南京迁至当时仍属宝山县的真如。民国13年（1924年），持志学院创设於江湾，三年后，国立劳动大学在当时的江湾镇设立。1937年抗战爆发后，高等教育基本停滞，其中同济大学原有的吴淞校园毁于淞沪会战，此后先迁往浙江并最终迁至四川。1949年以后，宝山境内曾有高等院校9所，集中于江湾和五角场地区。此后因1958年和1984年两次区划调整，相关学校大部分已经不属于宝山区。目前，位于宝山区内的高等院校为1990年代兴建的上海大学校本部。

#### 职业技术教育
境内的专业职业技术教育始于光绪三十二年（1906年），渔业学校在吴淞创立，招收高小程度的学生。次年，宝山县城又出现了绘丈学堂、中等桑蚕学堂等一些专门学校，但存续时间均较短。宣统元年（1909年），当时位于宝山县南端的商务印书馆创办了商业补习学校。宣统二年（1910年），当时江苏省立水产学校在炮台湾创办，并于民国三年（1914年）正式迁入。民国6年（1917年），当时隶属境内的江湾镇地区迁入了中国女子体操学校。民国35年，私立月溪初级中学改办为县立月浦职业学校，但次年旋告停办。
1949年以后，各类专业职业技术教育进一步发展。大跃进时期，除普通职业技术学校外，境内一度还涌现了农业中学，实行半耕半读。文革后期，职业技术学校收到影响。改革开放后，专业技术教育得到恢复，部分中学一度甚至创办了职业班。目前，宝山仍有宝山职业技术学校、上海交通职业技术学院、上海邦德职业技术学院等高等或中等职业技术专门学校。

## 交通

### 城市轨道交通
- 1号线、3号线、7号线、15号线、18号线、19号线（建设中）、20号线（建设中）、24号线（规划中）、26号线（规划中）、29号线（规划中）

### 铁路
- 上海宝山站（规划中）

### 邮政
在鸦片战争以前，宝山境内设有邮驿负责传递官方文书。咸丰年间起，出现了为民众递送信件的民信局。宝山境内先后出现的民信局有四家，均为上海的民信局“宝顺”、“全盛”和“老正大”的分号，其中3家设在罗店镇，1家设在杨行镇。1878年，境内仿办邮政兴起，成为宝山境内邮政事业的开端。1896年，上海邮政总局於吴淞设立邮政分局，此后官方文书亦使用邮政传递，原有驿站均宣告废止。
民国三年（1914年），境内共有宝山县城、江湾、罗店等邮局网络。七年后，邮政网络遍布当时全县的14个市乡。淞沪会战爆发后，境内的邮电设施和电话线路均遭到破坏，直至1939年后才逐步恢复邮务。
1951年起，邮政业务和电信业务合并，改称邮电局。到1956年，境内共有邮电支局、邮电所25处，代办所10处，邮票代售点87个。后根据时代需要，一度撤并或新增邮政机构。1998年，由于邮电分营，宝山地区的邮电局拆分为邮政局与中国电信。

## 宗教

### 佛教

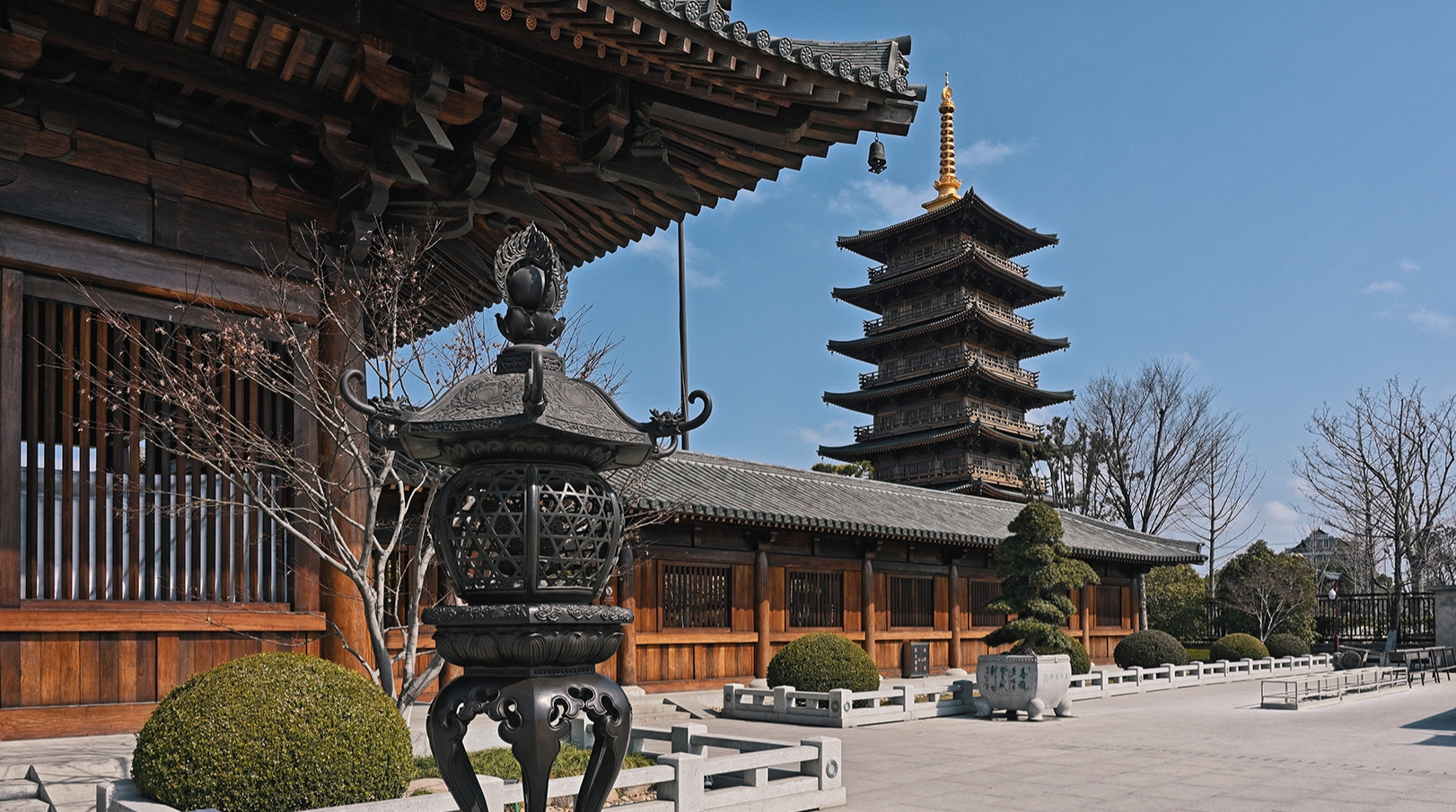
異地重建後的宝山寺

据光绪《宝山县志》记载，佛教的传入始于南朝。早在南朝梁，僧恒智经过杨行镇西沙浦，闻虎吼声，於是趺坐数日驯得两虎。里人龚延锷因而建庵供僧居住，宋代改为保安寺，嘉靖年间一度毁于倭患，万历年间重建，太平天国时再度毁于兵燹。五代晋天福三年（938年），僧智光在江湾建保宁寺。进入宋代，佛教也随着人口的增加而逐步兴起，出现了如江湾的崇福寺、大场的宝华寺、罗泾的萧泾寺等。元代以后，庙宇兴建更为频繁。民国初年，一部分庙宇曾被改为学校，而淞沪会战期间，又有一些遭到破坏，战后略有恢复。1961年以后，宝山境内的庙宇基本停止了佛事活动，直至1980年代又得到了部分恢复。

## 古迹
- 宝山文庙大成殿

## 景點
- 顧村公園
- 臨江公園
- 淞滬抗戰紀念館
- 吴淞口国际邮轮港
- 吴淞炮台湾湿地森林公园
- 位於長江邊长6.8公里的宝山吴淞滨江岸线於2020年10月正式貫通[10]。